# Los Roldán
Los Roldán es una telenovela argentina creada por Marcelo Tinelli y Sebastián Ortega y producida por Ideas del Sur. Es protagonizada por Miguel Ángel Rodríguez y Claribel Medina. Fue emitida en 2004 por Telefe y en otros países por Telefe Internacional, siendo el programa con mayores índices de audiencia de la televisión argentina; donde el capítulo final, según datos suministrados por IBOPE, tuvo un promedio de 38.6 puntos de índice de audiencia.
En 2005, se emitió la segunda temporada de la telecomedia por Canal 9, aunque los niveles de audiencia bajaron considerablemente en comparación con su primer año en pantalla, y eso se debió a la primera puesta de horario nocturno de Canal 9 a las 22:00 horas siendo un programa familiar donde la mayor parte de audiencia se dormía, luego pasó a ser a las 20:00 horas donde la primera media hora competía con la serie de Telefe ¿Quién es el jefe? y la segunda media hora con la serie Amor mío, después se corre a las 20:30hs que és en la primera media hora que compite con Amor mío y la segunda media hora con Susana Giménez. El último capítulo de Los Roldán: 38.6 puntos de índice de audiencia.

## Argumento
La historia de la novela es una versión moderna de Romeo y Julieta de William Shakespeare, ya que se basa en dos familias totalmente enfrentadas, Los Roldán y los Uriarte. Los Uriarte son una familia de la clase alta del país, que vive en el fino Barrio Norte de Buenos Aires; en cambio los Roldán, de carácter humilde, viven en el barrio de La Paternal.
La familia de Roldán está constituida por Adalberto, más conocido como Tito; Yolanda, su cuñada que está enamorada de él; Isabel, más conocida como Laisa (que en varios capítulos ella aclara que el nombre proviene de "LA ISAbel"), hermana de Tito; y Leo, Hilda, Maxi y María, sus hijos. La familia Uriarte está formada por Emilio; su esposa Chichita; y Facundo, su hijo.
La historia comienza cuando Mercedes Lozada, dueña de Lozada Corporation, una de las empresas más grandes del país, es salvada por Tito en el momento que intentaba suicidarse a orillas del río. Roldán le abre las puertas de su casa y la deja entrar en su vida, haciéndole conocer su familia y el club del barrio.
Imprevistamente, Mercedes le propone a Roldán hacerse cargo de todas sus empresas, aludiendo que le queda poco tiempo de vida y que tendría que irse a Francia para tratarse una enfermedad. Roldán termina aceptando, y la familia se muda de su pequeña casa de La Paternal a la lujosa mansión de la señora Mercedes, vecina a la casa de la familia Uriarte. El día de la mudanza, Barrio Norte se conmociona con la llegada del Ciclón, un Colectivo rojo al que Tito le tiene un gran cariño (bautizado de esa manera porque Tito, y Rodríguez en la vida real, son hinchas de San Lorenzo de Almagro).
El cambio para acostumbrarse resulta muy duro, excepto para Laisa, que rápidamente se instala en la nueva casa. Al poco tiempo, Laisa y Emilio Uriarte se conocen y empiezan una desenfrenada historia de amor, aunque Uriarte ignora que ella es travesti. Por ello, al ser vecinos, el odio de las dos familias va en aumento y distintos problemas comienzan a suceder.

## Elenco

### Primera temporada
- Miguel Ángel Rodríguez como Adalberto "Tito" Roldán.
- Andrea Frigerio como Cecilia Bernardi.
- Claribel Medina como Yolanda "Yoli" González.
- Florencia de la V como Isabel "Laisa" Roldán / Raúl Roldán.
- Facundo Espinosa Leonardo "Leo" Roldán.
- Lola Berthet como Hilda Roldán.
- Jimena Barón como María Roldán.
- Facundo Aguilar como Maximiliano "Maxi" Roldán.
- Gabriel Goity como Emilio Uriarte.
- Andrea Bonelli como Chichita Banegas de Uriarte.
- Tomás Fonzi como Facundo Uriarte.
- Mariana Prommel como Dulcinea.
- Jean Pierre Noher como Pablo Mancini.
- Bárbara Lombardo como Pilar Mancini.
- Luciano Castro como Omar Estévez.
- Sofía Gala como Sofía Estévez.
- Alberto Fernández de Rosa como Don Bernardo Vorguetti.
- Gastón Ricaud como Guido Silvera.
- Coco Sily como Cacho Pelleti.
- Martín Campilongo como Jorge.
- Silvia Yori como Amanda.
- Gastón Grande.
- China Zorrilla como Mercedes Lozada.
- Iván González como Paco.
- Ingrid Grudke como Tamara Narváez.
- Paula Morales como Jacinta.
- Luciana Salazar como Flavia.
- Silvina Luna como Sol.
- Silvina Chediek como Silvina.
- Julieta Ortega como Luciana.
- Juana Viale.
- Augusto Di Paolo como Javier.
- Pablo Rossi.
- Gustavo Mac Lennan como empresario estadounidense y juez del matrimonio.
- Marcelo Tinelli como él mismo (cameo).
- Irene Almus como Susy

### Segunda temporada
- Miguel Ángel Rodríguez como Adalberto "Tito" Roldán.
- Andrea Frigerio como Cecilia Bernardis.
- Claribel Medina como Yolanda "Yoli" González.
- Florencia de la V como Isabel "Laisa" Roldán (y Raúl Roldán).
- Facundo Espinosa como Leonardo "Leo" Roldán.
- Lola Berthet como Hilda Roldán.
- Jimena Barón como María Roldán.
- Facundo Aguilar como Maximiliano "Maxi" Roldán.
- Gabriel Goity como Emilio Uriarte.
- Andrea Bonelli como Chichita Banegas de Uriarte.
- Jean Pierre Noher como Pablo Mancini.
- Mariana Prommel como Dulcinea.
- Luciano Castro como Omar Estévez.
- Martín Campilongo como Jorge.
- Agustina Córdova como Camila.
- Araceli González como Florencia.
- Antonio Gasalla como Agustina Echeverría de Uriarte.
- Enrique Pinti como Máximo La Casa.
- Mónica Cahen D'Anvers como Marcela Lombardo.
- Cucho Parisi como Pestaña.
- Alberto Fernández de Rosa como Don Bernardo Vorguetti.
- Mariano Torre como Adolfito.
- Claudia Albertario como Marisol.
- Silvina Luna como Sol.
- Silvina Acosta como Silvana.
- Moria Casán.
- Emilia Attias como Magda.
- Rocío Guirao Díaz.
- Carla Conte como Rocío.
- Silvia Yori como Amanda.
- Mónica Fleiderman como Gaby.

## Banda sonora

### Los Roldán (álbum)
1. Gente buena: Palito Ortega
2. Corazón valiente: Claribel Medina
3. La Gata: Florencia de la V
4. A mi me está pasando lo mismo que a usted/Quedarme sin ti: Claribel Medina
5. Mosquita muerta Lola Berthet
6. Yo soy Roldán: Facundo Espinosa
7. Conociéndote: Lola Berthet
8. Y cómo es él: Lola Berthet
9. Porque yo te amo: Lola Berthet
10. Vivir sin ti: Lola Berthet
11. Yo soy Roldán (Remix): Facundo Espinosa
12. Medley: Corazón valiente/Yo soy Roldán/La Gata/Conociéndote: Claribel Medina, Facundo Espinosa, Florencia de la V & Lola Berthet
13. Track multimedia - clip fotos (con el tema Y Cómo es él)
14. Track multimedia - clip vídeo (escenas de los primeros capítulos con el tema Yo Soy Roldán Remix)

## Adaptaciones
- RCN Televisión realizó una versión colombiana titulada "Los Reyes" en 2005. Producida por Marco Antonio Galindo y protagonizada por Enrique Carriazo y Geraldine Zivic.
- En 2005, la productora mexicana TV Azteca realiza su versión llamada "Los Sánchez". Producida por Genoveva Martínez y Carlos Moreno y protagonizada por Luis Felipe Tovar y Martha Cristiana.
- Megavisión hizo la versión chilena de la historia, cuyo título fue "Fortunato" en 2007. Producida por Iván Canales y protagonizada por los actores Marcial Tagle, Mariana Loyola, Luciano Cruz-Coke (en un doble rol) y la primera actriz Gloria Münchmeyer.
- Televisa tiene una versión llamada "Una familia con suerte" producida por Juan Osorio y protagonizada por Arath de la Torre, Mayrín Villanueva y Luz Elena González.[5]
- La cadena ABC se planeaba en la realizar la versión estadounidense, la producción estará a cargo de Salma Hayek. Sin embargo, el proyecto no salió a la luz.[6]
- TCS se realizará la versión salvadoreña titulada de los Pérez en el año 2020. Producido por TCS Studios y protagonizada por Josep Lora y Verónica Guerrero.
- Mega Channel 2012 con el nombre Οι βασιλιάδες.
- Ecuavisa realiza en 2024 la versión ecuatoriana, titulada Los García, protagonizada por Diego Spotorno, Cecilia Cascante y María Karla Gómez.[7]

## Premios y nominaciones
| Año  | Premio                | Categoría                         | Programa               | Resultado |
| ---- | --------------------- | --------------------------------- | ---------------------- | --------- |
| 2004 | Premio Clarín         | Actor Protagonista                | Gabriel Goity          | Ganador   |
| 2004 | Premio Clarín         | Mejor Ficción Diaria Comedia      | Los Roldán             | Ganador   |
| 2004 | Premio Clarín         | Revelación Femenina               | Florencia de la V      | Nominada  |
| 2004 | Premios Martín Fierro | Mejor Comedia                     | Los Roldán             | Ganador   |
| 2004 | Premios Martín Fierro | Actor protagonista de Comedia     | Miguel Ángel Rodríguez | Nominado  |
| 2004 | Premios Martín Fierro | Actor protagonista de Comedia     | Gabriel Goity          | Ganador   |
| 2004 | Premios Martín Fierro | Actriz protagonista de comedia    | Andrea Bonelli         | Nominada  |
| 2004 | Premios Martín Fierro | Actriz protagonista de comedia    | Claribel Medina        | Nominada  |
| 2004 | Premios Martín Fierro | Actor de reparto en comedia       | Martín Campilongo      | Nominado  |
| 2004 | Premios Martín Fierro | Actor de reparto en comedia       | Iván González          | Nominado  |
| 2004 | Premios Martín Fierro | Actor de reparto en comedia       | Jean Pierre Noher      | Nominado  |
| 2005 | Premios Martín Fierro | Actor de reparto en comedia       | Martín Campilongo      | Nominado  |
| 2005 | Premios Martín Fierro | Actor de reparto en comedia       | Jean Pierre Noher      | Nominado  |
| 2005 | Premios Martín Fierro | Participación especial en ficción | China Zorrilla         | Ganador   |
| 2005 | Premios Martín Fierro | Participación especial en ficción | Enrique Pinti          | Nominado  |